# Arzachena Costa Smeralda
Arzachena Costa Smeralda là một câu lạc bộ bóng đá Ý nằm ở Arzachena, Sardinia.

## Lịch sử
Câu lạc bộ được thành lập vào năm 1964.
Trong mùa giải 2002-03, câu lạc bộ đã được thăng hạng lên Serie D và giành quyền thăng hạng lên Serie C với tư cách là nhà vô địch bảng G trong mùa giải 2016-17 Serie D.

## Màu sắc và huy hiệu
Màu sắc của câu lạc bộ là màu trắng và màu xanh lá cây.

## Đội hình hiện tại
Kể từ ngày 31 tháng 1 năm 2019
| No. |       | Position | Player                                |
| --- | ----- | -------- | ------------------------------------- |
| 1   | Italy | GK       | Marco Ruzittu                         |
| 3   | Italy | DF       | Luca La Rosa                          |
| 4   | Italy | MF       | Danilo Bonacquisti                    |
| 5   | Italy | DF       | Davide Moi                            |
| 7   | Italy | MF       | Antonio Loi                           |
| 8   | Italy | MF       | Giuseppe Nuvoli                       |
| 9   | Italy | FW       | Giacomo Cecconi (on loan from Rimini) |
| 10  | Italy | FW       | Alessandro Gatto                      |
| 11  | Italy | FW       | Andrea Sanna                          |
| 13  | Italy | DF       | Giacomo Benedini                      |
| 14  | Italy | MF       | Riccardo Casini                       |
| 17  | Italy | DF       | Luca Onofri                           |
| 18  | Italy | FW       | Danilo Ruzzittu                       |

| No. |         | Position | Player                                       |
| --- | ------- | -------- | -------------------------------------------- |
| 19  | Italy   | MF       | Andrea Porcheddu                             |
| 21  | Italy   | MF       | Mel Taufer                                   |
| 22  | Italy   | GK       | Roberto Pini (on loan from Viterbese)        |
| 23  | Italy   | DF       | Riccardo Pandolfi                            |
| 24  | Italy   | DF       | Andrea Belardelli                            |
| 25  | Italy   | DF       | Lorenzo Trillò (on loan from Sambenedettese) |
| 26  | Italy   | DF       | Fabrizio Danese                              |
| 27  | Italy   | MF       | Luca Manca                                   |
| 28  | Italy   | DF       | Riccardo Busatto                             |
| 29  | Italy   | DF       | Marco Baldan                                 |
| 30  | Italy   | DF       | Christian Arboleda                           |
| 32  | Senegal | FW       | Modou Diop (on loan from Siracusa)           |